# Milazzo
Milazzo (altgriechisch Μύλαι Mýlai, latinisiert Mylae) ist eine italienische Gemeinde in der Metropolitanstadt Messina in der autonomen Region Sizilien mit 30.028 Einwohnern (Stand: 31. Dezember 2023) und ist Mitglied der Vereinigung I borghi più belli d’Italia (Die schönsten Orte Italiens).

## Lage und Daten
Milazzo liegt 45 Kilometer westlich von Messina an der Nordküste Siziliens. Die Stadt bedeckt eine Fläche von 24 km². Arbeitsplätze gibt es in der Landwirtschaft (Gemüseanbau und Weinanbau), beim Fischfang, im Tourismus und in der Industrie (Lebensmittel, Petrochemie und Metall).
Die Stadtteile sind: Santamarina, Bastione, Grazia.
Die Nachbargemeinden sind Barcellona Pozzo di Gotto, Merì und San Filippo del Mela.

## Verkehr
Der Hafen von Milazzo ist Fährhafen für die Liparischen Inseln. Milazzo liegt an der Bahnstrecke Fiumetorto–Messina. Die Fahrzeit nach Messina beträgt 30 Minuten, nach Palermo 2:45 Stunden. Milazzo liegt an der Autobahn A20/E90 von Messina nach Palermo.

## Geschichte
Der Ort wurde im Jahr 716 v. Chr. von Siedlern aus Zankle (heute Messina) gegründet. Im Jahr 260 v. Chr. gelang den Römern unter Gaius Duilius in der Seeschlacht von Mylae der erste Seesieg über Karthago.
Zuvor schon hatte hier, jedoch an Land, Hieron II. von Syrakus die Mamertiner geschlagen, eine Gruppe von kampanischen Söldnern, die von seinem Vorgänger Agathokles angeworben worden war und nun die Festung von Messana besetzt hielt, von wo aus sie die Syrakuser in Angst und Schrecken versetzten.
Eine zweite Seeschlacht fand hier und beim benachbarten Naulochos im Jahr 36 v. Chr. statt, in der Marcus Vipsanius Agrippa im Rahmen des Bürgerkriegs Sextus Pompeius besiegte.
Zeitweise war Milazzo Bischofssitz, allerdings ist lediglich für das 7. Jahrhundert ein Bischof urkundlich nachgewiesen. Der zu einem unbekannten Zeitpunkt untergegangene Bischofssitz wurde im Jahr 2018 von Papst Franziskus als Titularbistum Milazzo eingerichtet.
Im Zuge des Krieges der Quadrupelallianz kam es hier am 24. Oktober 1718 zu einem Gefecht zwischen Spaniern und Engländern.
Am 20. Juli 1860 fand hier zwischen Giuseppe Garibaldi auf seinem „Zug der Tausend“ und den bourbonischen Truppen ein Gefecht statt; der Sieg Garibaldis machte den Weg frei zur Vereinigung Süditaliens mit dem Norden.

## Bauwerke

### Unterstadt
Die Unterstadt ist ab dem Jahre 1860 entstanden. Hier sind zu sehen:
- das Rathaus mit einer Bibliothek
- die Kirche San Francesco di Paola mit einer Freitreppe
- der neue Dom

### Oberstadt
Die Oberstadt liegt nördlich der Unterstadt. Hier sind zu sehen:
- das Kastell von Roger l., dem Normannen (11. Jhdt.),  Friedrich II., (13. Jhdt.) und spanischen Ergänzungen (16. Jhdt.)
- der alte Dom aus dem 16. Jahrhundert
- die Kirche San Papino aus dem Jahr 1629

### Umgebung
- Capo di Milazzo, 6 km nördlich von Milazzo mit einem 78 m hohen Leuchtturm
- Capo di Milazzo, die Felsenkapelle zu Ehren des Antonius von Padua
- Liparische Inseln: Lipari, Stromboli, Salina, Vulcano, Panarea, Filicudi und Alicudi

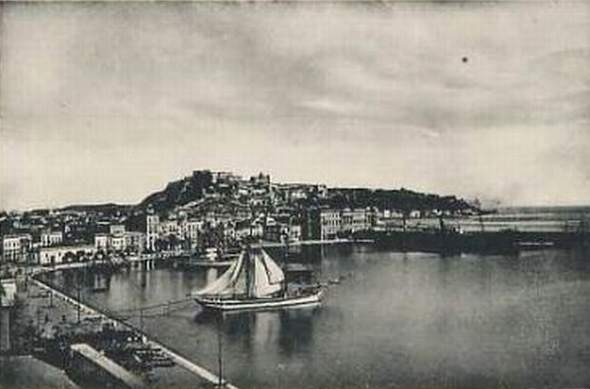
Panorama im Jahr 1928
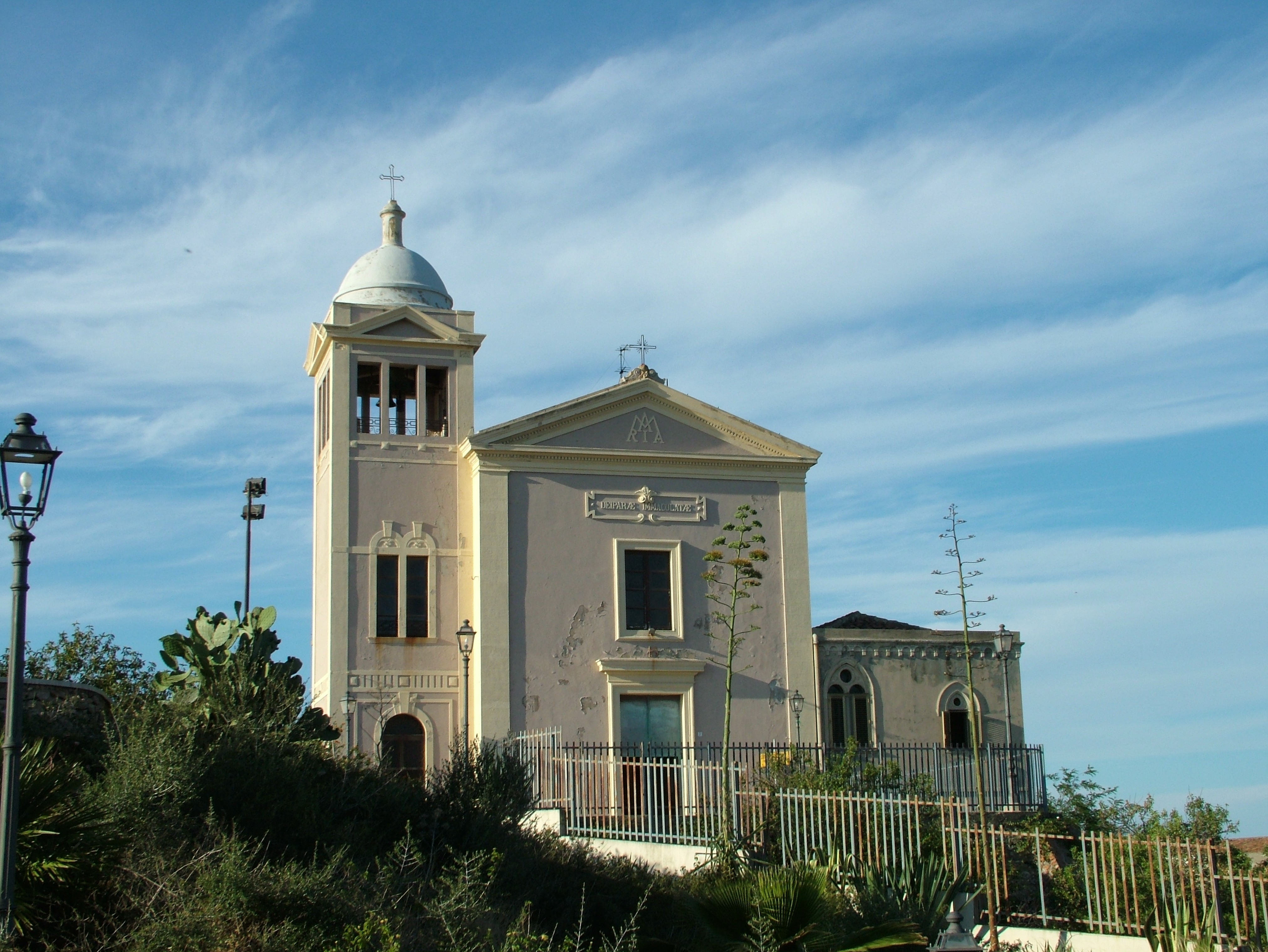
Chiesa dell’Immacolata
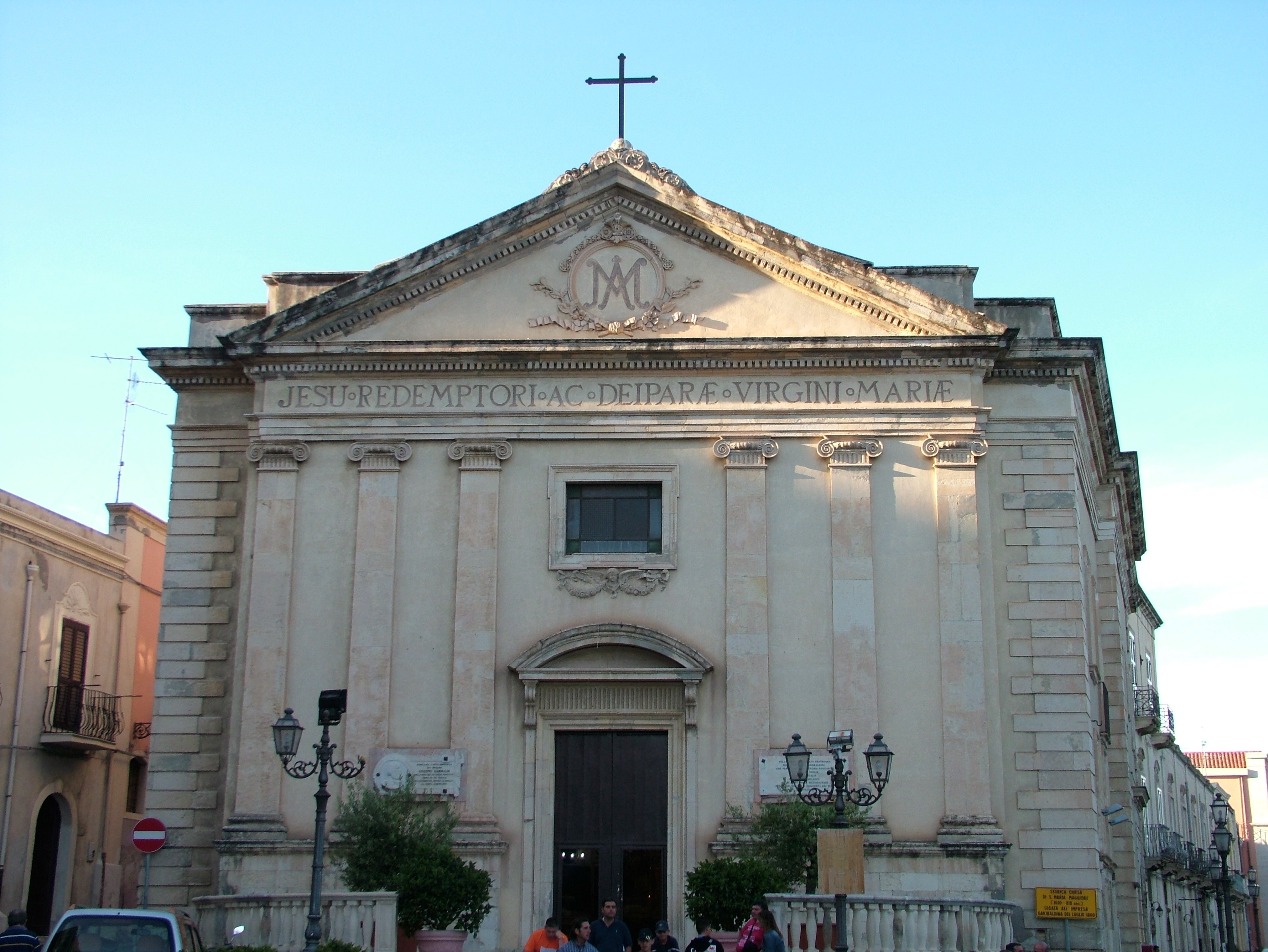
Chiesa S. Maria Maggiore
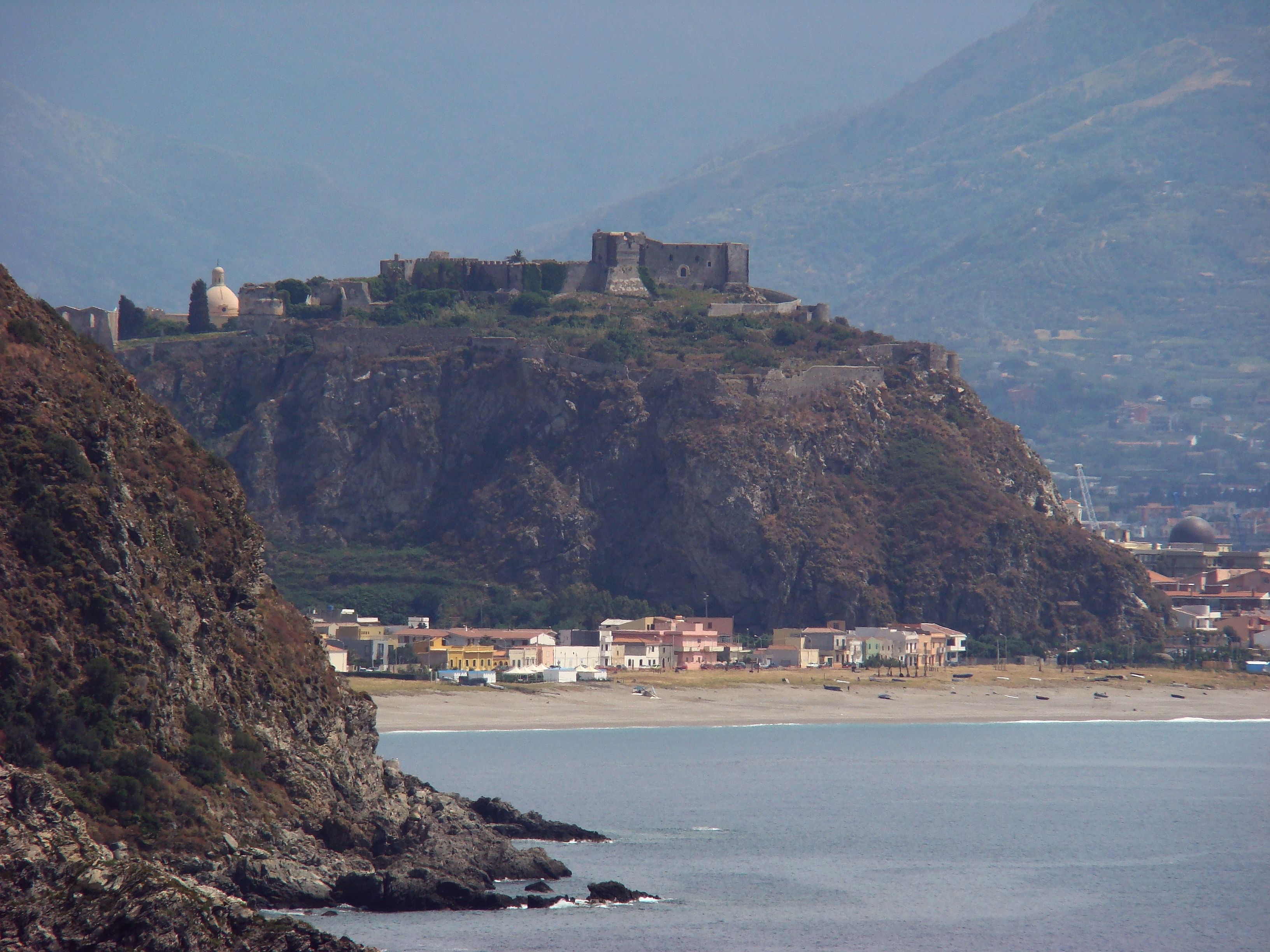
Blick auf das Kastell Friedrichs II.
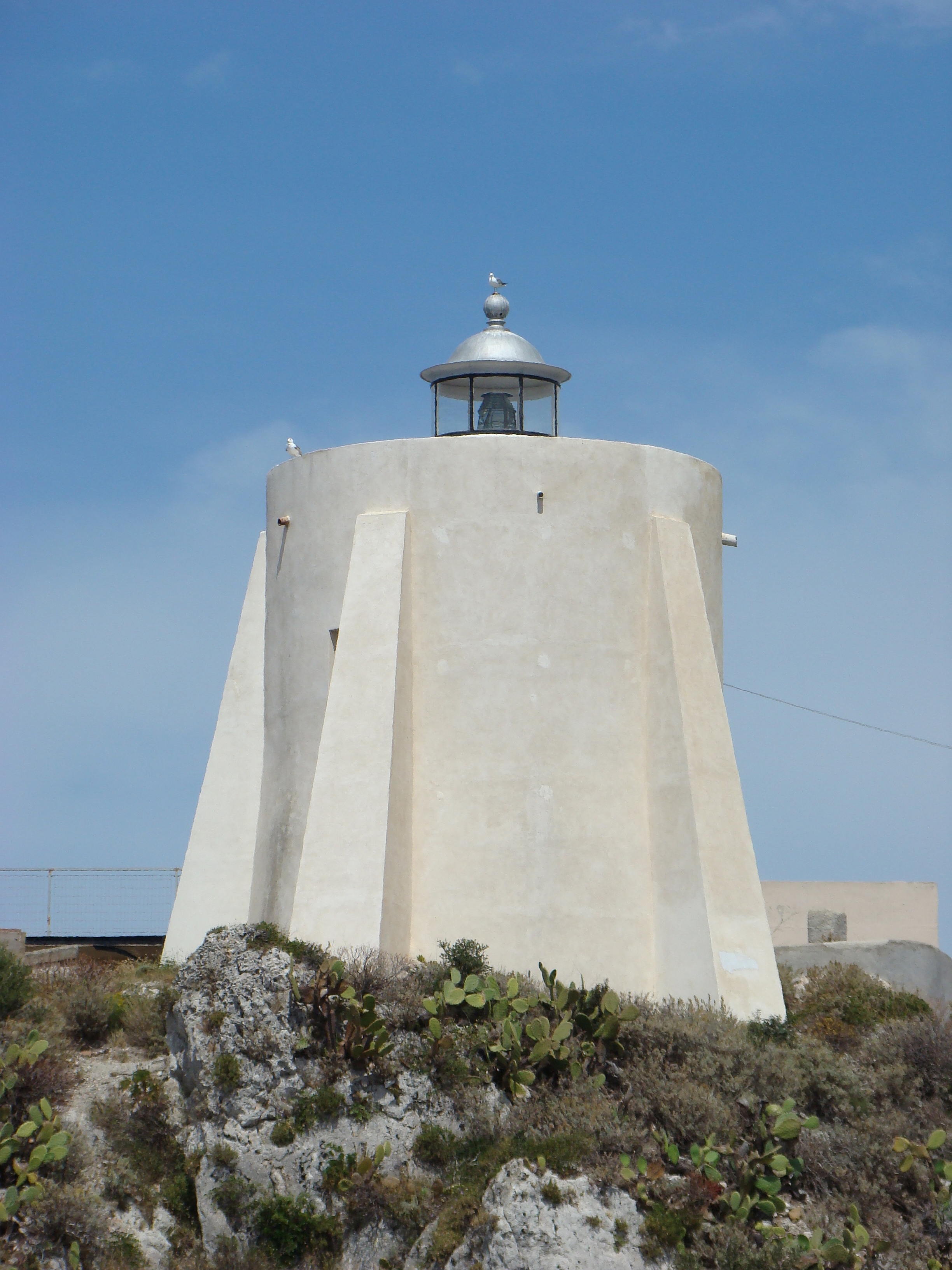
Capo di Milazzo – Leuchtturm
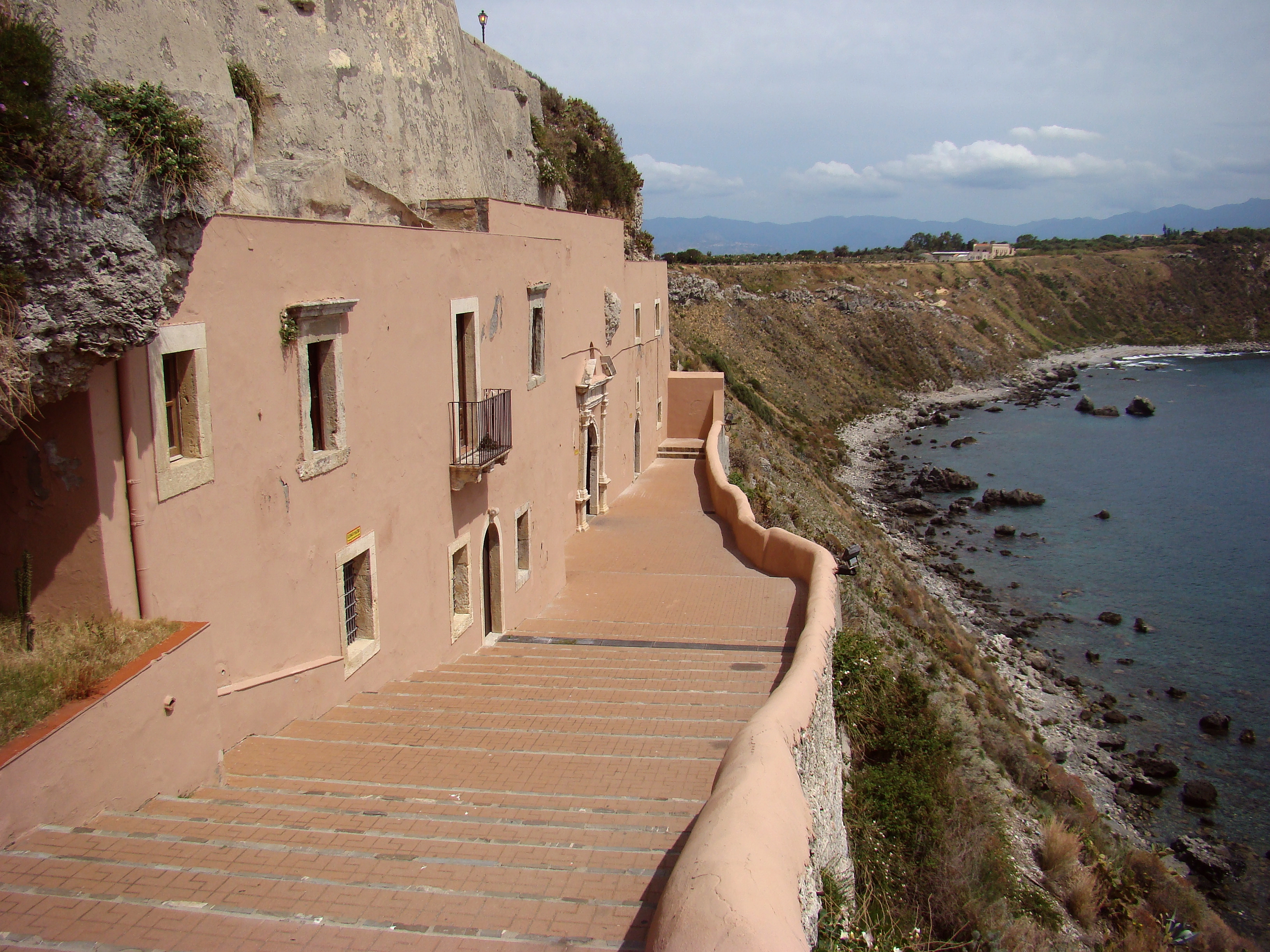
Felsenkapelle des Antonius von Padua

## Persönlichkeiten
- Luigi Rizzo, (1887–1951), Marineoffizier
- Antonio Ullo (* 1963), Sprinter
- Antonino Trio (* 1993), Leichtathlet